# Scam (truffa)
Lo scam (o skam) è un tentativo di truffa pianificata al fine di conseguire un vantaggio, che avviene nel momento in cui un soggetto (scammer) influisce negativamente sulle sorti di un evento altrimenti favorevole, tentando di creare un danno che ne condizioni l'aleatorietà.
Lo scam può presentarsi in diverse forme e in molteplici campi della vita, ma solitamente preferisce incombere nelle situazioni in cui all'esito positivo viene associata una gradevole situazione di benessere o il cui esito negativo comporti l'imprevisto esborso di una ingente quantità di denaro.
In alcuni casi, chi commette scam (lo scammer), si costruisce una finta reputazione fatta di articoli auto-referenziali per apparire competente in materia ed ottenere consulenze in ambiti molto poco chiari come quello della blockchain o criptovalute.
Lo scam può riferirsi anche a un tentativo di furto di dati informatici sensibili, come password da parte di malintenzionati, al fine di sottrarre o trasferire indebitamente somme di denaro da conti online.
Un tipico esempio di scam è la truffa alla nigeriana. Coloro che organizzano la truffa inviano un'email nella quale si parla di grosse somme di denaro che dovrebbero essere trasferite o recuperate da una banca estera che chiede garanzie, come la cittadinanza, un conto corrente, un deposito cauzionale. Altri esempi di scam condizionano una vincita a una qualsiasi poker room, bookmaker.
Un altro esempio di scam molto frequente è quello reiterato in ambito immobiliare, mediante la pubblicazione on line di annunci falsi, apparentemente convenienti oppure relativi ad immobili reali, ma ormai obsoleti perché già venduti o affittati, con descrizioni artefatte rispetto all'originale allo scopo di invogliare i malcapitati a contattare le agenzie o i singoli soggetti dediti a tale pratica, facendosi anticipare somme in denaro senza poi fornire alcun servizio reale o facendo perdere le proprie tracce.